# مارسيلا أجويناجا
مارسيلا أجويناجا (من مواليد 25 أبريل 1973) سياسية من إكوادور. شغلت مؤخرًا منصب النائب الثاني لرئيس الجمعية الوطنية في الإكوادور. كانت سابقًا وزيرة البيئة الإكوادورية.

## التعليم
التحقت بجامعة كاتوليكا دي سانتياغو دي غواياكيل، حيث حصلت على شهادة في القانون. أكملت دراساتها العليا في القانون البيئي والتنمية المستدامة في جامعة غواياكيل.

## الحياة المهنية
بدأت حياتها المهنية عام 1999 كمساعدة قانونية ومحامية مشاركة. في عام 2000 واصلت حياتها المهنية كمساعدة قانونية في حديقة غالاباغوس الوطنية.

## الحياة السياسية
في عام 2007 بدأت أجويناجا العمل في وزارة البيئة. من مارس حتى سبتمبر 2007 عملت كوزيرة فرعية لموارد الصيد. ثم شغلت منصب وكيل الاستزراع المائي من سبتمبر حتى نوفمبر 2007. تم تعيينها وزيرة البيئة من قبل الرئيس رافائيل كوريا في 17 نوفمبر 2007 لتحل محل المحامية أنيتا ألبان. أنهت فترة عملها كوزيرة للبيئة في نوفمبر 2012 للترشح لمقعد في الجمعية الوطنية كمرشحة عن تحالف بايس في انتخابات فبراير 2013. تم انتخابها عضوًا عن الدائرة الوطنية وعُينت النائب الثاني لرئيس مجلس الإدارة التشريعية (إحدى هيئات الجمعية) في مايو 2013.

## الحياة الشخصية
قالت أجويناجا أن العمل في منتزه غالاباغوس الوطني جعل البيئة أولوية في حياتها.